# Khyber (Schiff)
Die Khyber (I) war ein 1914 in Dienst gestelltes Passagierschiff der britischen Reederei Peninsular and Oriental Steam Navigation Company (P&O), das im Passagierverkehr von Großbritannien nach Indien und Australien eingesetzt wurde.

## Das Schiff
Das 8.946 BRT große Dampfschiff Khyber wurde bei Cammell, Laird & Company in Birkenhead für P&Os Passagier- und Frachtservice von England nach Indien und Australien gebaut. Sie war das zweite von sechs Schwesterschiffen, die auf den beiden Werften Cammell, Laird & Company und Caird & Company gebaut wurden, um die 9.000 BRT maßen und in den Jahren 1914 und 1915 in Dienst gestellt wurden. Die anderen waren die Khiva (II) (1914), die Karmala (I) (1914), die Kalyan (1915), die Kashgar (II) (1914) und die Kashmir (1915).
Das 146,4 Meter lange und 17,7 Meter breite Schiff hatte einen Schornstein, zwei Masten und zwei Schrauben und wurde von Dampfmaschinen angetrieben, die eine Geschwindigkeit von 14 Knoten ermöglichten. Die Passagierkapazität lag bei 147 Reisenden in zwei Klassen. Die Khyber lief am 29. November 1913 vom Stapel und wurde am 17. März 1914 fertiggestellt. Am 5. September 1914 lief sie in London zu ihrer Jungfernfahrt über Bombay und Colombo nach Melbourne und Sydney aus. Auf dieser Route vollendete sie danach noch mindestens vier Überfahrten.
Am 5. Mai 1920 legte die Khyber in London zu ihrer ersten Nachkriegsfahrt nach Australien ab, wobei von jetzt an Bombay nicht mehr angelaufen wurde. Sie wurde 1931 außer Dienst gestellt und traf am 23. Dezember 1931 zum Abbruch in Kōbe (Japan) ein.